# Max Theiler
Max Theiler (Pretoria, 30. siječnja 1899. - New Haven, Connecticut, 11. kolovoza 1972. ),  virolog iz Južnoafričke Republike, koji je 1951.g. dobio Nobelovu nagradu za fiziologiju ili medicinu za svoje otkriće cjepiva za žutu groznicu.
Theiler je počeo svoju naobrazbu u svojoj domovini, a završio je u Velikoj Britaniji gdje je 1922.g. postao liječnik. 
Iste godine počeo je svoj istraživački rad na Sveučilištu Harvard gdje je proveo nekoliko godina proučavajući amebnu dizentriju i pokušavajući usavršiti cjepivo za groznicu mišjeg ugriza. Postao je asistent Andrew Sellardsa i počeo je raditi na žutoj groznici. 1926.g. dokazali su da je tumačenje Hideyo Noguchija kako žutu groznicu uzrokuje bakterija Leptospira icteroides netočno. 1928.g., godinu dana nakon što je virus utvrđen kao uzročnik bolesti, dokazali su da je afrički i južnoamerički virus žute groznice imunološki jednak. U tijeku tog istraživanja i sam Theiler je obolio od žute groznice i prebolio je, te stekao imunost.  
1930.g. seli u New York počinje raditi u Rockefeller fundaciji, gdje je kasnije postao voditelj labaratorija za viruse, i na tom mjestu ostao da kraja svoje karijere. 
Theiler je uspio uz pomoć miševa dobiti oslabljeni virus žute groznice koji je kod Rhesus majmuna izazvao imunost.
Tek 1937.g. pomoću vrlo zarazne Asibi varijante virusa iz zapadne Afrike, nakon nekoliko stotina hranilišta, Theiler je sa svojim kolegom Hugh Smithom objavio razvitak 17-D cjepiva.
Cjepivo je živi atenuirani (oslabljeni) virus koji potiče nastanak imunuiteta u čovjeka, koji traje 10 godina. 
Virus prolaskom kroz hranilišta gubi mogućnost izazivanja bolesti u čovjeka (patogenost), a dalje zadržava mogućnost izazivanja ljudskog tijela da razvije protutijela na virus (antigenost).
28 milijuna doza toga cijepiva koje je proizvela Rockefeller fundacija između 1940. i 1947.g. konačno je skinulo žutu groznicu kao jednu od vodećih bolesti toga vremena. Za taj rad Max Thelier je dobio Nobelovu nagradu. 

## Vanjske poveznice
- Nobelova nagrada - biografija (engl.)